# Iain De Caestecker
Iain De Caestecker (Glasgow; 29 de diciembre de 1987) es un actor escocés de cine, teatro y televisión. Es más conocido por interpretar al agente Leo Fitz en Agents of S.H.I.E.L.D. y Paul Roberts en The Fades.

## Biografía
Inició su carrera en 1999 en el cortometraje Billy and Zorba. En el año 2000 formó parte del elenco de The Little Vampire; entre 2001 y 2003 actuó en series como Monarch of the Glen, Rockface y Coronation Street donde tenía un papel recurrente interpretando a Adam Barlow.
En 2009, De Caestecker participó como invitado en series de televisión tales como River City y Taggart y obtuvo un rol secundario en Lip Service.
Para 2011, De Caestecker obtuvo el rol principal en el drama sobrenatural de la BBC Three The Fades y más tarde consiguió otro rol principal en la serie Young James Herriot.
En noviembre de 2012 fue seleccionado para interpretar al agente Leo Fitz en la serie de la ABC Agents of S.H.I.E.L.D., su primer papel luego de mudarse a Estados Unidos.
En 2014 apareció en Lost River, primera película dirigida por Ryan Gosling.
En 2018 interpretó a Morton Chase en la película bélica y de terror Overlord, dirigida por Julius Avery y producida por JJ Abrams.

## Filmografía
| Cine       | Cine                                  | Cine                    | Cine                          |
| Año        | Título                                | Rol                     | Notas                         |
| ---------- | ------------------------------------- | ----------------------- | ----------------------------- |
| 1999       | Billy and Zorba                       | Billy                   | Cortometraje                  |
| 2000       | El pequeño vampiro                    | Nigel                   |                               |
| 2003       | 16 Years of Alcohol                   | Frankie                 |                               |
| 2003       | All Over Brazil                       | Stephen                 | Cortometraje                  |
| 2012       | Up There                              | Tommy                   |                               |
| 2012       | Shell                                 | Adam                    |                               |
| 2013       | In Fear                               | Tom                     |                               |
| 2013       | Not Another Happy Ending              | Roddy                   |                               |
| 2013       | Filth                                 | Ocky                    |                               |
| 2014       | Lost River                            | Bones                   |                               |
| 2014       | Liam and Lenka                        | Liam                    | Cortometraje                  |
| 2018       | Overlord                              | Morton Chase            |                               |
| 2021       | Upstairs                              | Tim                     | Cortometraje                  |
| Televisión |                                       |                         |                               |
| Año        | Título                                | Rol                     | Notas                         |
| 2001       | Monarch of the Glen                   | Angus "Ricky" MacDonald | 1 episodio                    |
| 2001-2003  | Coronation Street                     | Adam Barlow             | 21 episodios                  |
| 2002       | Rockface                              | Dan                     | 1 episodio                    |
| 2009       | River City                            | Stuart                  | 1 episodio                    |
| 2009       | Taggart                               | Davy Kincaid            | 1 episodio                    |
| 2010       | Lip Service                           | Darren                  | 4 episodios                   |
| 2011       | The Fades                             | Paul Roberts            | Elenco principal; 6 episodios |
| 2011       | Young James Herriot                   | James Herriot           | Elenco principal; 3 episodios |
| 2012       | The Secret of Crickley Hall           | Percy                   | 3 episodios                   |
| 2013—2020  | Agents of S.H.I.E.L.D.                | Leo Fitz                | Elenco principal              |
| 2016       | Ultimate Spider-Man vs The Sinister 6 | Leo Fitz                | 1 episodio: "Lizards"         |
| 2016       | Agents of S.H.I.E.L.D.: Slingshot     | Leo Fitz                | Protagonista                  |
| 2020       | Us                                    | Joven Douglas           | Miniserie; 4 episodios        |
| 2020       | Roadkill                              | Duncan Knock            | Miniserie; 4 episodios        |
| 2022       | The Control Room                      | Gabe                    | Miniserie; 3 episodios        |
| 2023       | The Winter King                       | Rey Arturo              | 10 episodios                  |

### Videojuegos
| Año  | Título               | Rol                   |
| ---- | -------------------- | --------------------- |
| 2012 | Assassin's Creed III | Fillan McCarthy (voz) |

### Videos musicales
| Año  | Título                         | Artista         | Rol   |
| ---- | ------------------------------ | --------------- | ----- |
| 2013 | "Please Don't Say You Love Me" | Gabrielle Aplin | Novio |

## Premios y nominaciones
| Año  | Premio                               | Categoría                       | Trabajo nominado         | Resultado |
| ---- | ------------------------------------ | ------------------------------- | ------------------------ | --------- |
| 2012 | BAFTA Scotland\|BAFTA Scotland Award | Best Actor/Actress - Television | Young James Herriot      | Nominado  |
| 2013 | BAFTA Scotland\|BAFTA Scotland Award | Best Actor/Actress - Film       | Not Another Happy Ending | Nominado  |
| 2014 | SET Awards                           | SET Engineer Award              | Agents of S.H.I.E.L.D.   | Ganador   |
| 2015 | TVLine's Performer of the Week       | Performance in "Laws of Nature" | Agents of S.H.I.E.L.D.   | Ganador   |